# Dickie Pride
Dickie Pride (* 21. Oktober 1941 in Croydon, England; † 26. März 1969 ebenda), eigentlich Richard Charles Knellar, war ein britischer Pop-Musiker. Er gehörte zu den Künstlern, die der bekannte Londoner Manager und Konzertveranstalter Larry Parnes unter Vertrag hatte.
Als Junge besuchte Richard Knellar das „Royal College of Church Music“ in Croydon, wo ihm eine Karriere als Opernsänger nahegelegt wurde. Nebenbei hatte er eine Skiffle-Gruppe, die „Semi-Tones“.
Allerdings wurde zunächst nichts aus einer Gesangskarriere. Knellar hatte verschiedene schlecht bezahlte Jobs, als Larry Parnes Ende 1958 auf den 17-Jährigen mit der erstaunlichen Stimme aufmerksam gemacht wurde. Parnes nahm den Jungen sofort unter Vertrag und gab ihm den Künstlernamen „Dickie Pride“.
Es folgten Tourneen, Fernsehauftritte und im März 1959 die erste Single Slippin' n' Slidin'. Trotz seiner vielgelobten Liveauftritte blieb die Single, ebenso wie die meisten nachfolgenden Aufnahmen, kommerziell weit hinter den Erwartungen zurück. Nur eine Single von Dickie Pride überhaupt schaffte es unter die Top-30 der Charts – Primerose Lane war im Oktober 1959 eine Woche auf Platz 28.
Pride trat u. a. mit den übrigen Musikern aus dem Stall von Parnes auf, darunter Billy Fury, Georgie Fame und Joe Brown. Der Gitarrist Albert Lee hatte 1960 seinen ersten professionellen Bühnenauftritt als Begleitmusiker von Pride.
Neben mentalen Problemen geriet Pride unter den Einfluss von Drogen. Nach einem Streit um die vereinbarte Gage trennte er sich von Parnes. 1962 heiratete er, 1965 wurde sein Sohn geboren. Seine musikalische Karriere stockte. 1967 wurde er in eine Nervenklinik eingeliefert, wo eine Lobotomie vorgenommen wurde.
Dickie Pride wurde am 26. März 1969 tot in seinem Bett aufgefunden. Er starb im Alter von 27 Jahren an einer Überdosis Schlaftabletten und wird daher in Erweiterungen zum Klub 27 gezählt.
1999 schrieb Charles Langley das Bühnenstück Pride With Prejudice über das tragische Leben von Dickie Pride.